# هیران احمد
هیران احمد (انگلیسی: Hiran Ahmed؛ زادهٔ ۶ آوریل ۲۰۰۰) بازیکن فوتبال اهل عراق است.
از باشگاه‌هایی که در آن بازی کرده‌است می‌توان به باشگاه فوتبال تون اشاره کرد.
وی همچنین در تیم‌های ملی فوتبال زیر ۲۳ سال عراق و عراق بازی کرده‌است.